# Distrikt Ataquero
Der Distrikt Ataquero liegt in der Provinz Carhuaz in der Region Ancash in West-Peru. Der Distrikt wurde am 14. Dezember 1934 gegründet. Er besitzt eine Fläche von 46,4 km². Beim Zensus 2017 wurden 1574 Einwohner gezählt. Im Jahr 1993 lag die Einwohnerzahl bei 1792, im Jahr 2007 bei 1498. Die Distriktverwaltung befindet sich in der 2719 m hoch gelegenen Ortschaft Carhuac mit 299 Einwohnern (Stand 2017). Carhuac liegt 5,5 km westnordwestlich der Provinzhauptstadt Carhuaz.

## Geographische Lage
Der Distrikt Ataquero liegt an der Ostflanke der Cordillera Negra im äußersten Nordwesten der Provinz Carhuaz. Der Río Santa fließt entlang der nordöstlichen Distriktgrenze nach Norden.
Der Distrikt Ataquero grenzt im Süden an den Distrikt Carhuaz, im Westen und im Norden an den Distrikt Shupluy (Provinz Yungay) sowie im Nordosten an die Distrikte Mancos (Provinz Yungay) und Tinco.